# Charbel Georges Merhi

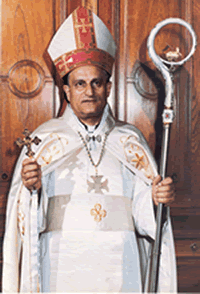
Charbel Merhi.

Charbel Georges Merhi (Edde; 12 de octubre de 1937) es un clérigo católico libanés. Estuvo al frente de la Eparquía de San Charbel en Buenos Aires entre 1991 y 2013.

## Biografía
Nació en Eddé, Líbano, el 12 de octubre de 1937. Fue ordenado sacerdote en la Congregación de los Misioneros Libaneses el 29 de agosto de 1964; elegido obispo-eparca de San Charbel en Buenos Aires de los Maronitas el 5 de octubre de 1990 por Juan Pablo II. Recibió la ordenación episcopal el 2 de diciembre de 1990 de manos del Patriarca de Antioquía, Nasrallah Pedro Sfeir. Tomó posesión de la Eparquía de San Charbel el 17 de marzo de 1991. 
El 17 de abril de 2013, el Papa Francisco aceptó su renuncia.